# Ga Dongbaek (Yongin)
Ga Dongbaek (tiếng Hàn: 동백역; Hanja: 東栢驛) là ga của Everline ở Jung-dong, Giheung-gu, Yongin-si, Hàn Quốc.

## Bố trí ga
| Eojeong ↑ |
| \| N/B    |
| ↓ Chodang |

| Hướng Bắc | ●Tuyến EverLine | ← Hướng đi Giheung            |
| Hướng Nam | ●Tuyến EverLine | → Hướng đi Jeondae–Everland → |